# Saut en hauteur féminin aux championnats du monde d'athlétisme 2019
Pour un article plus général, voir Championnats du monde d'athlétisme 2019.
Navigation
Londres 2017 Eugene 2022
L'épreuve du saut en hauteur féminin des championnats du monde de 2019 se déroule les 27 et 30 septembre 2019 dans le Khalifa International Stadium, au Qatar. 

## Records
Les records en cours avant ces championnats sont les suivants :
| Record                                                         | Athlète            | Nation         | Marque | Lieu        | Date             |
| -------------------------------------------------------------- | ------------------ | -------------- | ------ | ----------- | ---------------- |
| Record du monde                                                | Stefka Kostadinova | Bulgarie       | 2,09 m | Rome        | 30 août 1987     |
| Record des championnats                                        | Stefka Kostadinova | Bulgarie       | 2,09 m | Rome        | 30 août 1987     |
| Record d'Afrique                                               | Hestrie Els        | Afrique du Sud | 2,06 m | Saint-Denis | 31 août 2003     |
| Record d'Asie                                                  | Marina Aitova      | Kazakhstan     | 1,99 m | Athènes     | 13 juillet 2009  |
| Record d'Europe                                                | Stefka Kostadinova | Bulgarie       | 2,09 m | Rome        | 30 août 1987     |
| Record d'Amérique du Nord, d'Amérique centrale et des Caraïbes | Chaunté Lowe       | États-Unis     | 2,05 m | Des Moines  | 26 juin 2010     |
| Record d'Amérique du Sud                                       | Solange Witteveen  | Argentine      | 1,96 m | Oristano    | 8 septembre 1997 |
| Record d'Océanie                                               | Alison Inverarity  | Australie      | 1,98 m | Ingolstadt  | 17 juillet 1994  |

### Meilleures performances de l'année 2019
Avant les championnats, les dix meilleures performances mondiales de l'année sont les suivantes.
| 1  | Mariya Lasitskene   | Athlète neutre autorisé | 2,06 m | Ostrava   | 20 juin 2019      |
| 2  | Nafissatou Thiam    | Belgique                | 2,02 m | Talence   | 22 juin 2019      |
| 2  | Yuliya Levchenko    | Ukraine                 | 2,02 m | Minsk     | 10 septembre 2019 |
| 4  | Anna Chicherova     | Russie                  | 2,00 m | Moscou    | 11 juin 2019      |
| 4  | Vashti Cunningham   | États-Unis              | 2,00 m | Palo Alto | 30 juin 2019      |
| 4  | Yaroslava Mahuchikh | Ukraine                 | 2,00 m | Palo Alto | 30 juin 2019      |
| 4  | Karyna Demidik      | Biélorussie             | 2,00 m | Lausanne  | 5 juillet 2019    |
| 8  | Iryna Gerashchenko  | Ukraine                 | 1,99 m | Rehlingen | 9 juin 2019       |
| 9  | Mirela Demireva     | Bulgarie                | 1,97 m | Lausanne  | 5 juillet 2019    |
| 10 | Erika Kinsey        | Suède                   | 1,96 m | Hengelo   | 9 juin 2019       |

## Médaillées
| Or                | Argent              | Bronze            |
| Mariya Lasitskene | Yaroslava Mahuchikh | Vashti Cunningham |

## Résultats

### Finale
| Rang               | Athlète             | Pays                    | 1,84 m | 1,89 m | 1,93 m | 1,96 m | 1,98 m | 2,00 m | 2,02 m | 2,04 m | 2,08 m | Marque | Notes |
| ------------------ | ------------------- | ----------------------- | ------ | ------ | ------ | ------ | ------ | ------ | ------ | ------ | ------ | ------ | ----- |
| Médaille d'or      | Mariya Lasitskene   | Athlète neutre autorisé | o      | o      | o      | o      | o      | o      | o      | o      | xxx    | 2,04 m |       |
| Médaille d'argent  | Yaroslava Mahuchikh | Ukraine                 | o      | xo     | o      | xo     | o      | xxo    | o      | xxo    | R      | 2,04 m | WU20R |
| Médaille de bronze | Vashti Cunningham   | États-Unis              | o      | o      | o      | o      | o      | o      | xxx    |        |        | 2,00 m | PB    |
| 4                  | Yuliya Levchenko    | Ukraine                 | o      | o      | o      | o      | o      | xxo    | xxx    |        |        | 2,00 m |       |
| 5                  | Kamila Lićwinko     | Pologne                 | xo     | o      | xo     | xxo    | xo     | xxx    |        |        |        | 1,98 m | SB    |
| 6                  | Karyna Demidik      | Biélorussie             | o      | o      | o      | xo     | xx-    | x      |        |        |        | 1,96 m |       |
| 7                  | Ana Šimić           | Croatie                 | o      | o      | o      | xxx    |        |        |        |        |        | 1,93 m |       |
| 8                  | Tynita Butts        | États-Unis              | o      | xxo    | xo     | xxx    |        |        |        |        |        | 1,93 m | PB    |
| 9                  | Imke Onnen          | Allemagne               | xo     | o      | xxx    |        |        |        |        |        |        | 1,89 m |       |
| 10                 | Mirela Demireva     | Bulgarie                | o      | xo     | xxx    |        |        |        |        |        |        | 1,89 m |       |
| 11                 | Claire Orcel        | Belgique                | o      | xxo    | xxx    |        |        |        |        |        |        | 1,89 m |       |
| 12                 | Svetlana Radzivil   | Ouzbékistan             | xo     | xxo    | xxx    |        |        |        |        |        |        | 1,89 m |       |

## Légende
Records et Performances
- AR : Record continental (area record)
- CR : Record des championnats (championship record)
- MR : Record du meeting (meet record)
- NR : Record national (national record)
- OR : Record olympique (olympic record)
- PR : Record paralympique (paralympic record)
- PB : Record personnel (personal best)
- SB : Meilleure performance personnelle de la saison (season's best)
- WL : Meilleure performance mondiale de l'année (world leader)
- WJR : Record du monde junior (world junior record)
- WR : Record du monde (world record)

Circonstances et Conditions
- DNF : N'a pas terminé (did not finish)
- DNS : N'a pas pris le départ (did not start)
- DQ : Disqualification (disqualification)
- NM : Aucun essai valable enregistré (No Mark)
- Q : Qualifié « directement » au prochain tour (ou à la prochaine compétition), lors d'une compétition majeure, grâce au classement ou à la réalisation des minima (automatic qualifier)
- q : Qualifié au prochain tour (ou à la prochaine compétition), lors d'une compétition majeure, grâce au repêchage ou à la réalisation de l'une des meilleures performances parmi celles des « non qualifiés directement » (grâce au meilleur temps ou à la meilleure distance par exemple) (secondary qualifier)